# Konrad Mettlich
Konrad Mettlich (ur. 16 stycznia 1894 w Münster, zm. 13 marca 1918 w okolicach Remaucourt) – as lotnictwa niemieckiego Luftstreitkräfte z 6 potwierdzonymi  zwycięstwami w I wojnie światowej.

## Informacje ogólne
Konrad Mettlich służył w marynarce Cesarstwa Niemieckiego. W 1916 roku latał na jednopłatowcach serii E w Eskadrze Fokkerów przy 17 Armii skąd został przeniesiony do morskiej eskadry myśliwskiej Marine Feldjagdstaffel Nr. I na początku 1917 roku został przeniesiony do Jagdstaffel 8. Pierwsze i to podwójne zwycięstwo odniósł 8 czerwca. 29 lipca 1917 roku został mianowany dowódcą eskadry. Obowiązki swą pełnił do września, kiedy został zastąpiony przez Constantin von Bentheim. Łącznie odniósł 6 potwierdzonych zwycięstw.
Zginął 13 marca 1918 roku, pilotując samolot Albatros D.V w walce z późniejszym asem Royal Flying Corps, Percym Hobsonem.